# Józefów (Radom)
Józefów – dzielnica w północnej części Radomia z dużą ilością nieużytków, dawniej wieś.
W granicach dzielnicy znajduje się Wojewódzki Szpital Specjalistyczny, radomska filia Mazowieckiego NFZ. Do Józefowa kursują linie autobusowe numer 13, 23, linia nocna N1 oraz 24 (wybrane kursy).